# Eucommiaceae
Familien Eucommiaceae er monotypisk og indeholder kun én slægt, den nedennævnte. Familien kan genkendes på de kraftigt takkede, skruestillede blade. Blomsterne har to udspærrede grifler, og frugterne ligner dem hos Elm. Familien har haft langt større udbredelse og den kendes fra fossiler, der er fundet på hele den nordlige halvkugle.